# Cydistomyia major
Cydistomyia major är en tvåvingeart som beskrevs av H. Oldroyd 1964. Cydistomyia major ingår i släktet Cydistomyia och familjen bromsar.
Artens utbredningsområde är Mauritius. Inga underarter finns listade i Catalogue of Life.